# Žofie aneb Tajné manželství
Žofie aneb Tajné manželství (ve francouzském originále Sophie, ou le Mariage caché) je opéra comique o třech dějstvích českého skladatele působícího ve Francii Josefa Kohouta (Kohauta) na anonymní libreto podle anglické činohry Tajné manželství Davida Garricka a George Colmana staršího z roku 1760. Opera měla premiéru 4. června 1768 v pařížském divadle Comédie-Italienne v jeho tehdejším působišti v budově Hôtel de Bourgogne.

## Vznik a charakteristika

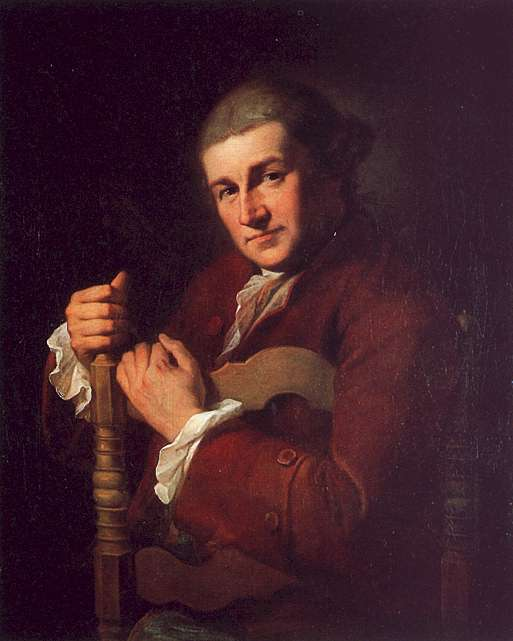
Autor námětu, anglický herec a dramatik David Garrick, portrét od Angeliky Kauffmanové.

Třetí známá opera Josefa Kohouta následovala s odstupem čtyř let po úspěšné jednoaktové prvotině Zámečník a dvou let po neúspěšné tříaktové opeře Alpská pastýřka. Za námět posloužila hra slavného a v Paříži dobře známého reformátora anglické činohry Davida Garricka (1717–1779) a jeho spolupracovníka, dramatika a divadelního manažera Georga Colmana staršího (1732–1794), která měla premiéru v divadle na Drury Lane 20. února 1766.

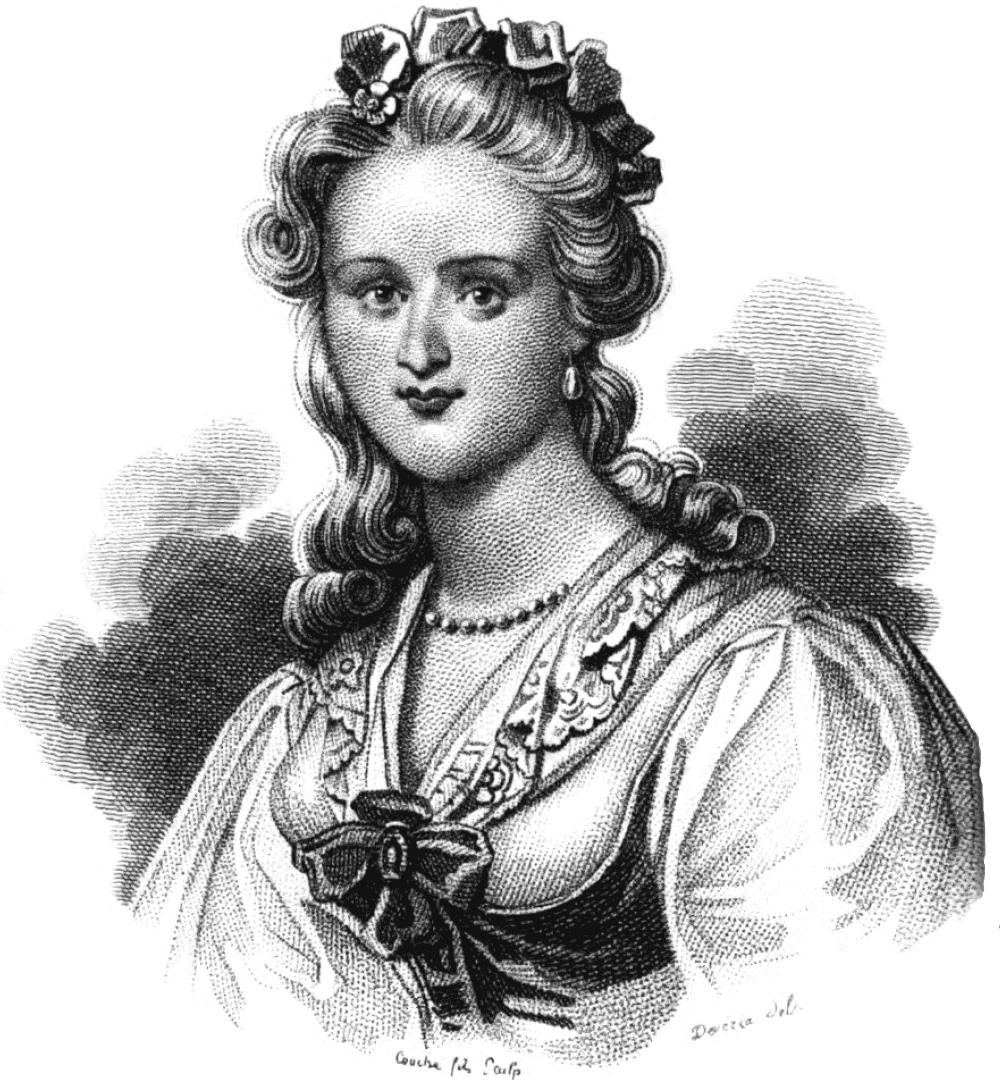
Marie-Jeanne Riccoboniová, možná libretistka Žofie aneb Tajného manželství; rytina Françoise-Louise Couchého

Garrickova a Colmanova hra nebyla před uvedením Kohoutovy opery ve Francii hrána ani vydána, byla však známa určitému intelektuálnímu okruhu – Colman například jeden exemplář daroval Denisi Diderotovi, do jehož širšího okruhu skladatel patřil. Tuto obeznámenost s původním textem prozrazují dobové komentáře a recenze ke Kohoutově opeře. Autor jejího libreta, tedy upravovatel původního anglického textu, byl anonymní, nebyl uváděn v materiálech divadla ani nebyl podle zvyku identifikován na konci prvního představení a i jeho autorské honoráře proplácela Comédie-Italienne do rukou skladatele. Některé dobové prameny se dohadovaly autorství: například týdeník L'Avantcoureur psal o autorovi jako debutantovi, avšak na jiném místě za něho označoval slavného libretistu Charlese-Simona Favarta. Jako možní autoři byli uváděni též literáti baron Paul Heinrich Dietrich von Holbach nebo Jean-Baptiste-Antoine Suard (1732–1817), později se prosadil názor barona Friedricha Melchiora Grimma vyslovený v jeho Correspondance littéraire, že toto libreto bylo dílem dvou žen, herečky a spisovatelky Marie-Jeanne Riccoboniové (1713–1792) a Marie-Thérèse Biancolelliové (1723–1795). To však není jisté; Riccoboniová skutečně vydala později svůj překlad Garrickova a Colmanova Tajného manželství, avšak přitom výslovně popřela svůj podíl na Kohoutově opeře a distancovala se od této adaptace, kterou považovala za nezdařenou. Přes dobové kritiky je libreto umnou adaptací původní hry s nezbytným celkovým zkrácením textu, redukcí počtu postav a jistým zjednodušením zápletky i (slovní) charakterizace postav.

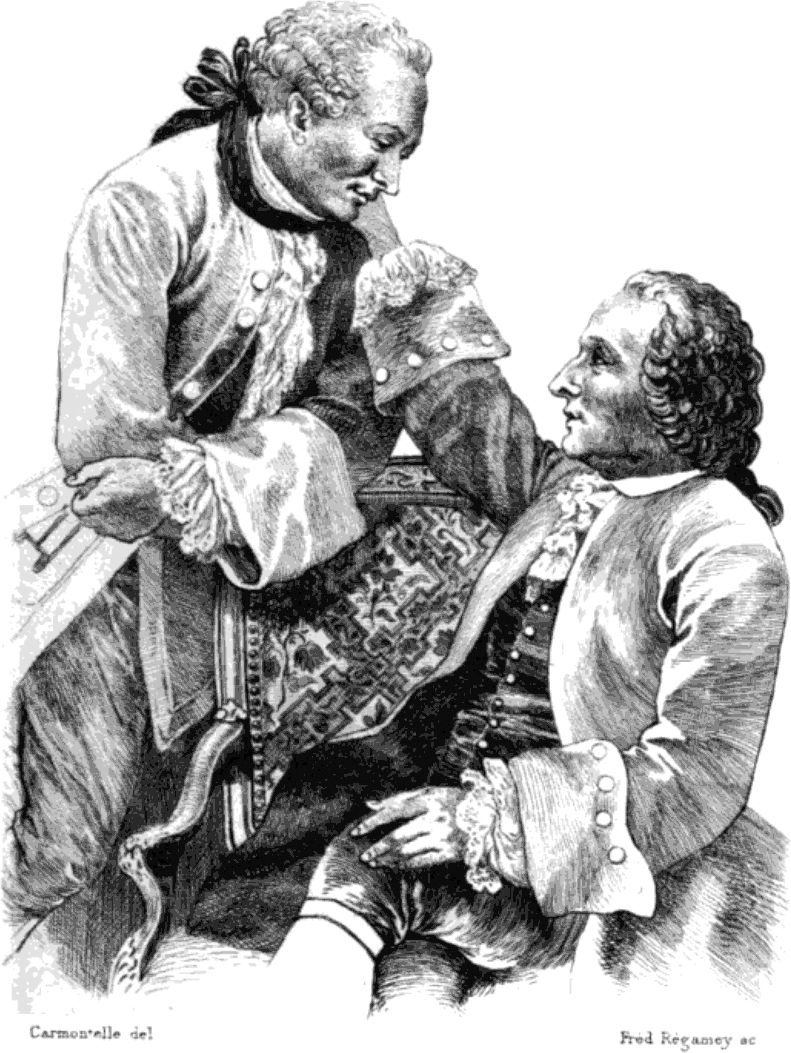
Názory na operu Žofie aneb Tajné manželství zveřejnili mimo jiné literáti Denis Diderot a Friedrich Melchior Grimm; rytina Louise Carrogise de Carmontella

Pro Josefa Kohouta představuje tato opera vrcholné dílo. Libreto mu poskytlo řadu příležitostí pro různé typy vokálních čísel (charakteristické i popisné árie, dueta, ansámbly) i instrumentálních částí (předehra a dvě mezihry). Za moderní lze považovat využití předklasické (neúplné) sonátové formy, v hudbě se vedle francouzského prostředí nachází vliv soudobé italské hudby i české lidové melodiky.
Opera Žofie aneb Tajné manželství byla uvedena v nepříznivém čase na počátku léta, zato v podání hvězd tehdejší komické opery: titulní úlohu hrála nadaná Marie-Thérèse Laruettová, která do Comédie-Italienne přestoupila z Opery, pana Saint-Aubina její manžel Jean-Louis Laruette, jehož jméno dalo název celému pěveckému oboru, a energickou roli guvernantky Nison hrála slavná Justine Favartová.
Kritický ohlas se zaobíral z největší části libretem, na které bylo nazíráno především jako na nezdařilou adaptaci anglické činohry; výhrady byly vznášeny i z mravního hlediska, totiž že Žofiino porušení dobové morálky uzavřením tajného manželství není dostatečně ospravedlněno. Zmínky o hudbě však byly výjimečně pochvalné. „Skladatel pan Koote, již známý pro příjemné kompozice, nezklamal naděje v něj vkládané; vícero z jeho árií bylo oceněno znalci,“ psal Mercure de France. Recenzent týdeníku L'Avantcoureur si sice stěžoval: „[s]týskáme si pouze, že arieta často přerušuje děj, což je na újmu zajímavosti situací a rozvoji citů“, avšak upozorňoval, že „je zde řada příjemných a zpěvných árií; duet mezi Sophií a Clairvilem, kterým se snaží obměkčit otce, má veliký patos a dokonalý výraz“. Spisovatel a divadelní historik Antoine d'Origny po kritice textu pokračoval: „Kdyby hudba pana Kohaulta byla méně příjemná, kladli bychom možná malý rozvoj charakteru Sophie a ostatních hlavních postav kusu za vinu mísení deklamace a zpěvu.“
I baron Grimm, jehož názor na Kohoutovu tvorbu byl jinak značně nepříznivý, tvrdil: „Hudba k Žofii aneb Tajnému manželství je tím nejlepším, co pan Kohaut udělal a co kdy udělá.“ Jinak však při příležitosti hodnocení této opery tvrdil: „Ten ubohý Kohaut nemá vůbec génia, třebaže se narodil v zemi hudby: přišel do Francie buď příliš brzo, nebo příliš pozdě; jeho styl nebyl dotvořen, když přišel, a ztrativ zde z očí dobré vzory, udělal z něj napůl italský, napůl francouzský mišmaš, kterému nikdo nerozumí. Je navíc banální; nemá žádné nápady, žádnou barvu, žádné kouzlo ani ve zpěvu, ani v doprovodu. V této hlavě nic nezpívá, nic nezvučí; jeho hudba připomíná švitoření různých ptáků, kterému člověk naslouchá bez potíží, ale které nemá žádný výsledek.“

## Inscenační historie
V Comédie-Italienne byla Žofie aneb Tajné manželství úspěšnější než předchozí Alpská pastýřka; do 23. června 1768 dosáhla 8 dobře navštívených představení a jejich běh byl přerušen smrtí královny Marie Leszczyńské 24. června; divadla byla na dobu smutku uzavřena a po znovuotevření nebyla znovu zařazena na repertoár.
O jejich dalších inscenacích je málo zpráv: tisk libreta v Paříži v roce 1771 může poukazovat na nějakou historii na francouzských jevištích, zatímco tisk v Haagu roku 1770 dokládá, že byla hrána ve francouzskojazyčném, divadle u tamějšího dvora. V každém případě jsou doložena dvě představení této opery v říjnu 1771 v hlavním bruselském divadle, La Monnaie.

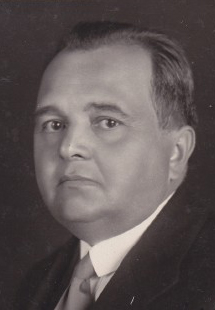
Jan Branberger

Do českého povědomí uvedl ve 20. letech 20. století Kohoutovu osobnost a konkrétně tuto operu profesor Pražské konzervatoře Jan Branberger. Ze studií ve Francii přivezl partitury jednak Kohoutovy jednoaktové opery Zámečník, která byla roku 1929 provedena žáky Pražské konzervatoře a poté dalšími divadly, a jednak partituru Žofie aneb Tajného manželství, o které rovněž referoval v tisku.
Jako první uvedení opery po téměř dvou stech letech je evidováno nastudování Operního studia Akademie múzických umění v Praze patrně roku 1961. Opera se hrála v překladu a úpravě Ferdinanda Pujmana a Viléma Prokopa Mlejnka, dirigoval Miloslav Kašpárek, režii měl Jiří Voves a titulní roli zpívala Naďa Cejnarová.
Větší ohlas zaznamenala inscenace, již provedla Konzervatoř Brno na scéně Komorní opery Miloše Wasserbauera (dnešní Divadlo Barka). Premiéra se konala 11. dubna 1985. Inscenaci dirigoval Alois Veselý a režírovala Alena Vaňáková, na scéně a kostýmech s ní spolupracovala Eva Černá, mezi posluchači konzervatoře vynikli Jitka Pernicová jako Žofie, Milan Řihák jako Clairville a Zoltán Korda jako sluha. Konzervatoř tuto operu předvedla jako svůj příspěvek k Mezinárodnímu hudebnímu festivalu v Brně roku 1985.

## Osoby a první obsazení

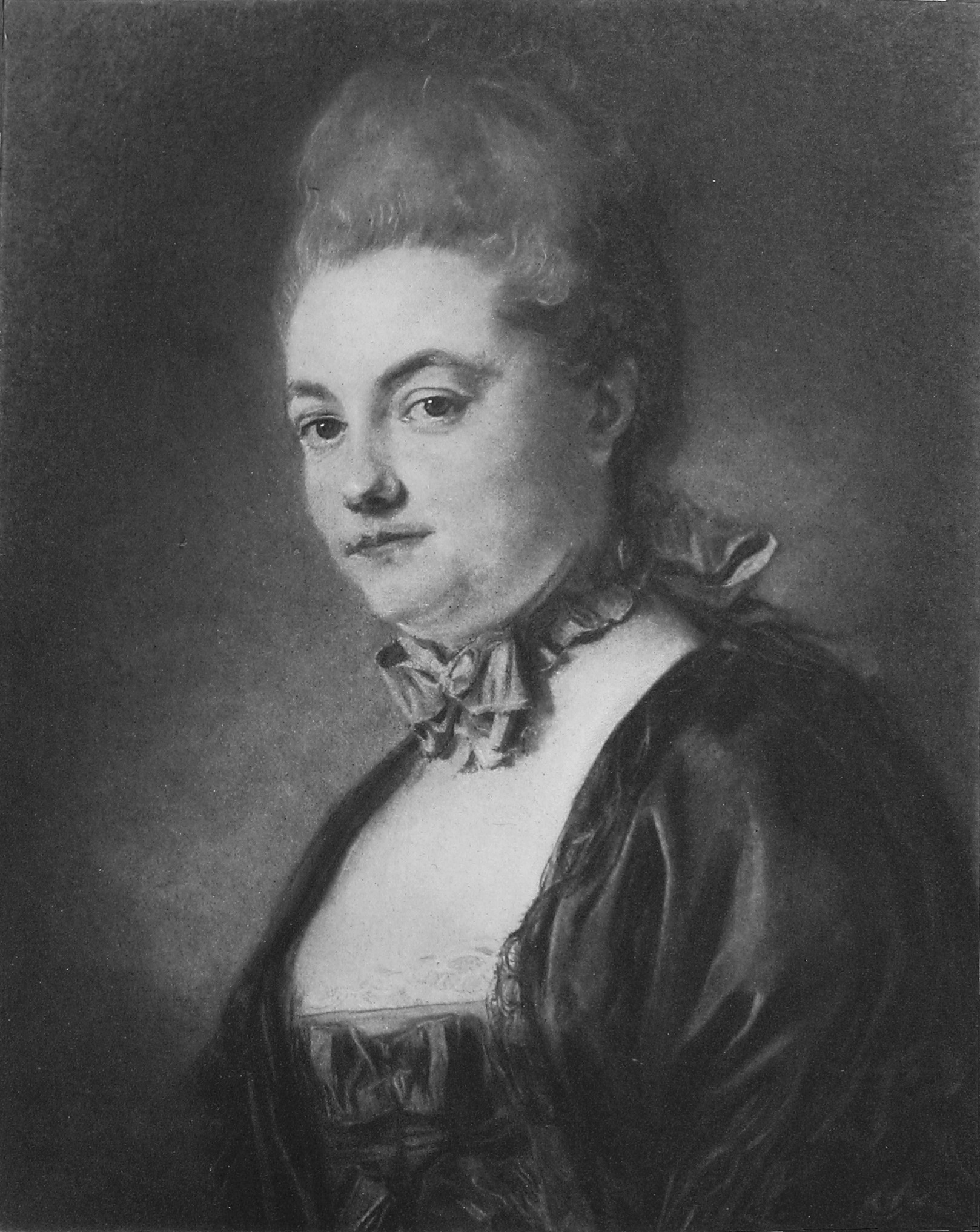
Marie-Thérèse Laruette roz. Villette, první představitelka Žofie v Žofii aneb tajném manželství

| osoba                              | hlasový obor     | premiéra (4. června 1768)                               |
| ---------------------------------- | ---------------- | ------------------------------------------------------- |
| Pan de Saint-Aubin, obchodník      | baryton (fis–a') | Jean-Louis Laruette                                     |
| Clairville, jeho syn               | tenor (e–a')     | Clairval (vl. jm. Jean-Baptiste Guignard)               |
| Sophie [Žofie], jeho schovanka     | soprán (d'–h)    | Marie-Thérèse Laruette (roz. Villette)                  |
| Paní de Saint-Aubin, jeho manželka | soprán (f'–b)    | Eulalie Desglans                                        |
| Henriette, jeho dcera              | soprán (d'–a)    | Pétronille-Rosalie Beaupré                              |
| Durval, námořní kapitán            | bas (A–fis')     | Joseph Caillot                                          |
| Célicourt, jeho synovec            | tenor (d–g')     | Antoine Trial                                           |
| Nison, Sophiina guvernantka        | soprán (c'–a)    | Marie-Justine-Benoîte Favart (roz. Cabaret du Ronceray) |
| Sluha                              | …                | …                                                       |
| …                                  |                  |                                                         |

## Děj opery

### 1. dějství

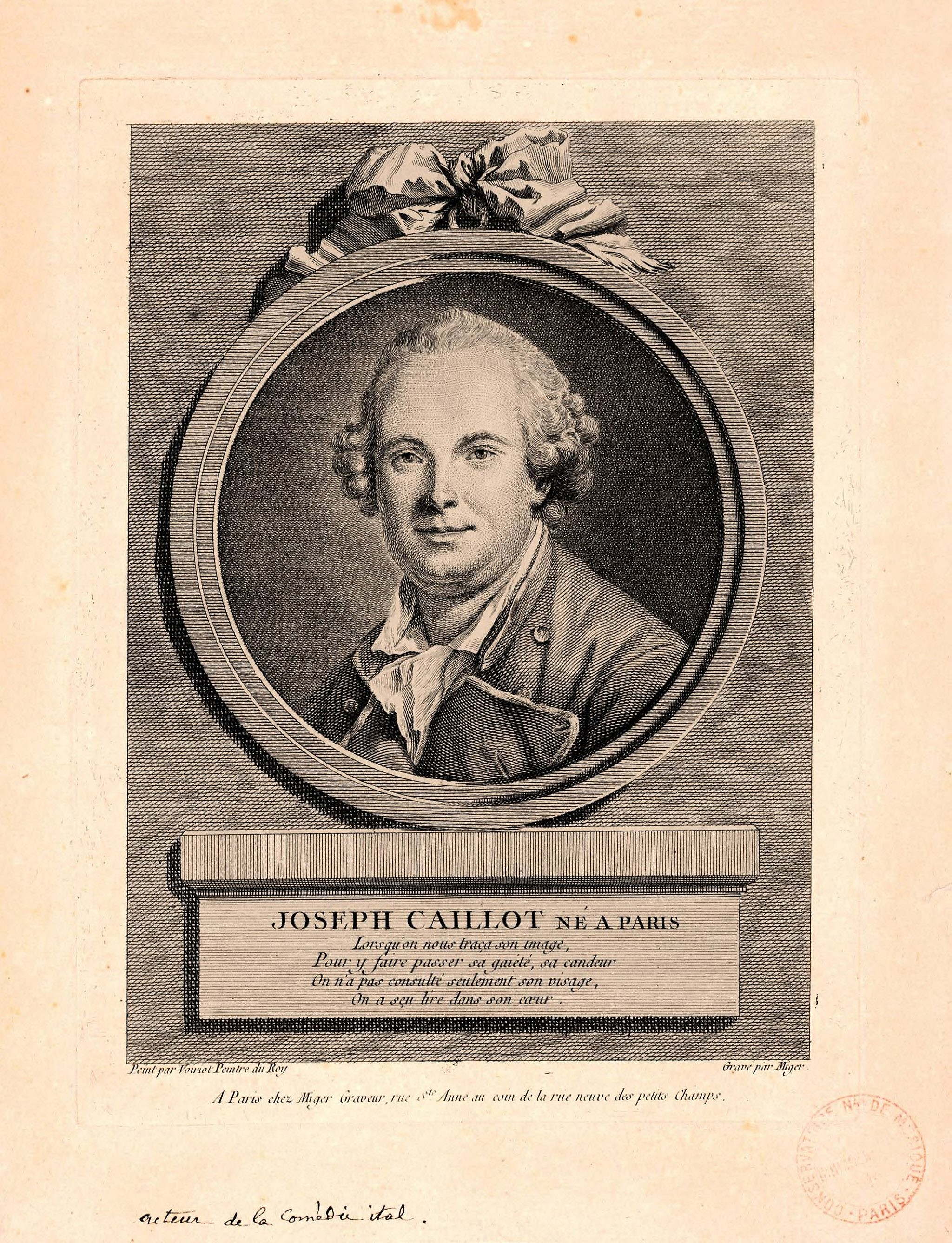
Joseph Caillot, první představitel kapitána Durvala, rytina Simona-Charlese Migera

(Salon v domě pana Saint-Aubina) Pan de Saint-Aubin žije se svým synem z prvního manželství Clairvillem, se svou snobskou ženou a její rozmazlenou dcerou Henriettou, jakož i se svou nemajetnou schovankou Sophií – aniž by věděl, že jeho syn a Sophie nejen že se do sebe zamilovali, ale i uzavřeli tajný sňatek.
Sophie právě netrpělivě a úzkostlivě očekává svého manžela (předehra a č. 1 árie Triste et pénible absence). Její věrná guvernantka Nison jí ohlašuje Clairvillův návrat. Nisonina bezstarostnost Sophii znepokojuje, protože se bojí, aby se Nison o jejich tajemství neprořekla, ale Nison ji ujišťuje o své mlčenlivosti (č. 2 árie Jamais on ne me fait jaser). Dnes má dorazit Saint-Aubinův přítel, námořní kapitán Durval se svým synovcem Célicourem, aby podepsali svatební smlouvu mezi Célicourem a Henriettou. Clairville se již dříve vydal za dobrosrdečným Durvalem, aby u něj získal přímluvce, až bude muset svůj tajný sňatek oznámit otci. Jenže Clairville se vrací s nepořízenou: až příliš rázné a přímé Durvalovy povahy se trochu zalekl a dosud se mu nesvěřil. Sophie si zoufá, že jejich manželství hrozí zánik, ale Clairville ji ujišťuje o své skálopevné lásce (č. 3 árie Ne crains rien, ma Sophie). Oba jsou odléháni spoléhat se na sílu svého svazku (č. 4 duet Pour bannir de nos jours).
Nechtějí, aby byli zastiženi spolu, a Nisan je varuje před příchodem Henrietty. Ta se těší na svatbu. Domnívá se totiž, že v manželství bude mít mnohem více volnosti než zde v domě rodičů (č. 5 árie Sans la liberté) Sophie a Nison její nadšení krotí.
Pan a paní Saint-Aubinovi přivádějí Durvala a Célicoura. Mladý muž projevuje podezřele málo zájmu o Henriettu a mnoho o Sophii – paní Saint-Aubinová si toho ani nevšimne, protože se pohoršuje nad údajnou Durvalovou neomaleností. Ten totiž nutí synovce a jeho snoubenku k polibku a pak protiřečí matčině úmyslu poslat nemajetnou, a tedy neprovdatelnou Sophii do kláštera. Hostitelé raději přivedou řeč na kapitánova poslední dobrodružství na moři a Durval jim rád poslouží podrobným popisem (č. 6 árie Dans le combat). Pak všichni odcházejí ke stolu.

### 2. dějství

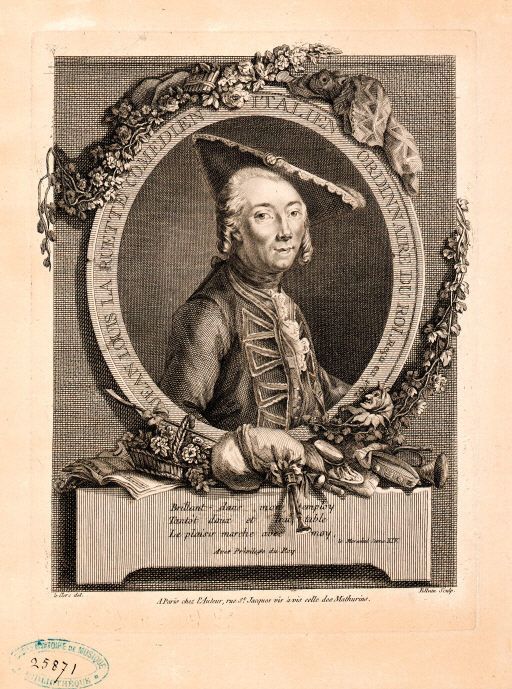
Jean-Louis Laruette, první představitel pana de Saint-Aubina, rytina Françoise-Rollanda Elluina

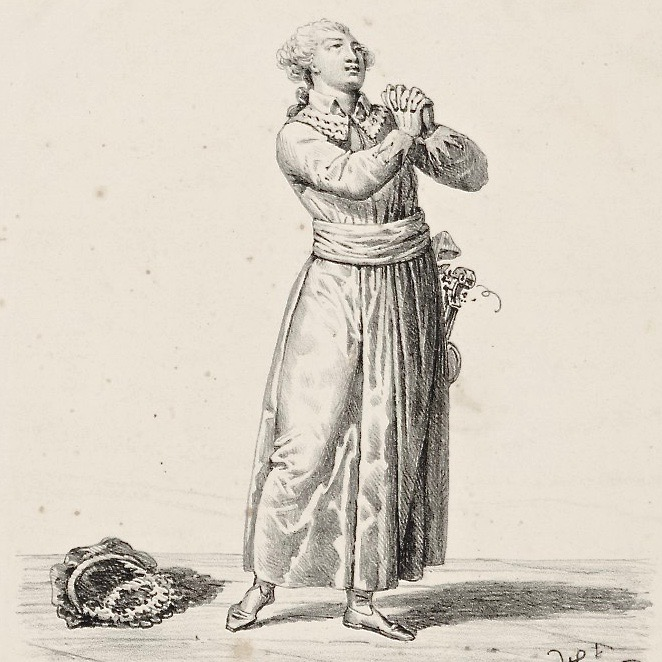
Clairval (Jean-Baptiste Guignard), první představitel Clairvilla, zde vyobrazen jako Blondel v Grétryho Richardu Lvím srdci.

(Stromořadí v parku) Přátelé Célicour a Clairville vyzvídají, proč ten druhý vypadá ustaraně. Přiznají si navzájem, že oba mají problémy s láskou, a Clairville radí Célicourovi, aby nepodléhal tlaku zvenčí a řídil se srdcem (mezihra a č. 7 árie L'amour exerce ses droits). Přitom však nečeká, že se mu Célicour svěří se svou láskou k… Sophii. To nejen že Claivillovi znemožní svěřit se příteli se svým vlastním tajemstvím, jak měl v úmyslu, ale ještě mu vyvstal nepředvídaný sok. Célicour je náhlým přítelovým ochladnutím uražen, takže se ho zbaví a začne hovořit s přicházející Sophií. Ta se nejprve domnívá, že ho její manžel zasvětil do tajemství jejich sňatku, a tak s Célicourem hovoří zvláště přátelsky, ale k jejímu zděšení jí Célicour padá k nohám a vyznává lásku (č. 8 arieta Non, non, je ne vais aimer que vous).
V tom okamžiku je zastihnou paní Saint-Aubinová s Henriettou a jsou vrcholně pohoršeny (č. 9 kvartet Ciel, à mes genoux). Příchozímu Durvalovi si stěžují na jeho synovce, ale jejich hlavní hněv platí Sophii za to, že svedla Henriettina ženicha. Dojde k prudké hádce a zasnoubení Célicoura a Henrietty je zdá se zrušeno.
Durval, nakloněný Sophii, zjišťuje, co se stalo. Když zjistí, že je Sophie nevinná, snaží se ji utěšit. Sophie mu v náznacích vypráví o svých starostech (č. 10 árie De vous exprimer ma peine), ale její slova o přátelství si horkokrevný kapitán vyloží mylně a vyzná jí sám svou lásku. Sophie si uvědomuje, že místo získání zastánce své situaci jen přitížila. Durval si její váhání vykládá jako pochyby o jeho věku či stálosti a snaží se obojí rozptýlit (č. 11 árie Dans ses beaux ans).
Objeví se Saint-Aubin a Durval ho hned žádá o Sophiinu ruku. Saint-Aubin by neměl námitky, ale Sophie je zadržuje před ukvapenými kroky, což její poručník nechápe: taková partie se jí hned tak nenaskytne. Trvá na tom, že se sňatek odehraje již zítra; Durval se těší, zato zmatená Sophie si zoufá (č. 12 tercet À lui donner la main).

### 3. dějství

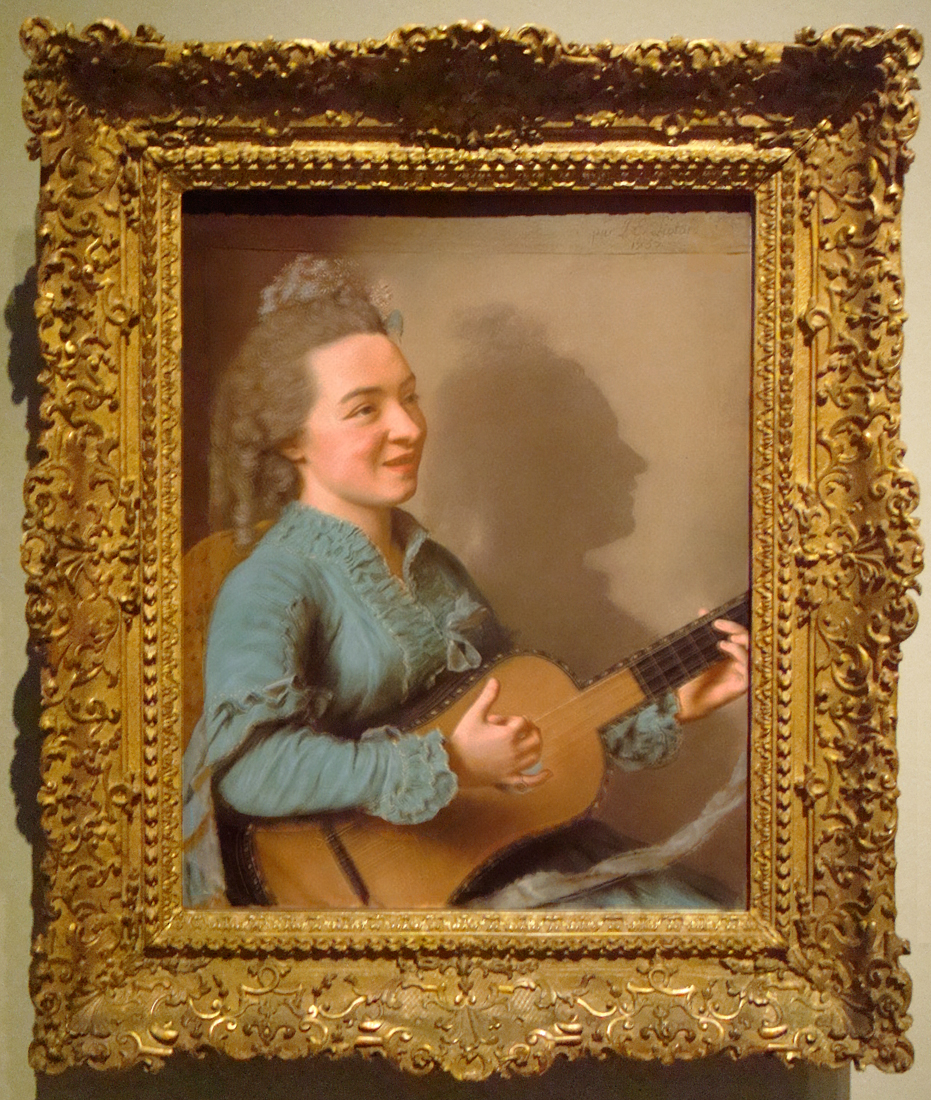
Justine Favartová, první představitelka guvernantky Nison, obraz Jeana-Étienna Liotarda.

(Salon se dveřmi do Sophiiny ložnice) Sophie je rozrušená: neví, co ve spletité situaci dělat, a vzývá lásku s prosbou o pomoc (mezihra a č. 13 recitativ Le trouble, la crainte a arieta Amour, tendre amour). Potřebuje se nutně poradit s Clairvillem, jak postupovat, ale Nison se nepodařilo doručit mu její vzkaz. Guvernantka varuje Sophii před macechou, nevlastní sestrou i oběma nezvanými nápadníky. Sophie si však je jista, že její manželství s Clairvillem přetrvá i nejhorší scénář, totiž že otec jejího manžela vydědí (č. 14 romance Est-ce docn la richesse). Nison je skeptická ke schopnostem obou přežít v nouzi; radí Sophii zavřít se v pokoji a ona se vynasnaží přivést Clairvilla.
Paní Saint-Aubinová a Henriette vzápětí Nison odchytí a vyzvídají na ní podrobnosti o vztahu Sophie k Célicourovi resp. Durvalovi, ale Nison dává jen mysteriózní odpovědi. Matka s dcerou láteří na nestydatou svůdnici Sophii a chtějí zjistit, který ze dvou mužů je jejím skutečným milencem; ukryjí se tedy v předpokoji, zhasnou a číhají.
Nison přivádí Clairvilla (č. 14 arieta Chut, paix, il est minuit). Paní Saint-Aubinová a Henriette vyrazí, ale ve tmě a zmatku Clairville vklouzne k Sophii a ženy chytnou jen Nison, která se jim navíc vysmekne (č. 15 tercet Ah! je la tiens). Hluk přivolá pana Saint-Aubina a pak i Durvala a ženy jim tvrdí, že v Sophiině ložnici musí být Célicour. Pohoršení muži se pokoušejí vylomit dveře, ale Célicour přichází z jiné strany – zatímco z pokoje vyjdou Sophie a Clairville. Přiznávají se konečně Saint-Aubinovi a prosí ho o odpuštění, ale ten zuří: dá jejich sňatek zrušit a prozatím je vykáže z domu. Sophie a Clairville jsou zděšeni myšlenkou, že by měli být rozděleni (č. 16 duet Nous désunir). Jejich pláč pohne Durvalem, který se zaváže Sophii náležitě obvěnit. Tím ovšem veškeré Saint-Aubinovy námitky proti sňatku Clairvilla s ní odpadají. Célicour hbitě obrací svou pozornost na Henriettu, která mu dává naději – po uplynutí určité doby. Durval je nakonec rád, že se manželství vyhnul, a do domu Saint-Aubinových se navrací klid (č. 17 závěrečný ansámbl Le calme est revenu sur l'onde).

## Instrumentace
1. a 2. housle, 1. a 2. violy, violoncella, 2 hoboje, 2 fagoty, 2 lesní rohy, tympány